# Diedrich Westermann
Pour les articles homonymes, voir Westermann.
Diedrich Hermann Westermann, né le 24 juin 1875 et mort le 31 mai 1956, est un missionnaire, africaniste et linguiste allemand. 

## Biographie
Il a substantiellement élargi et révisé les travaux de Carl Meinhof, son professeur, en rejetant implicitement certaines de ses théories. Westermann est considéré comme l'un des documentaliste de la linguistique africaine moderne.
Durant les années 1930, il a pour assistant Bayume Mohamed Husen.
Il a effectué de nombreuses recherches linguistiques et anthropologiques dans la zone allant du Sénégal oriental jusqu'à la région du Haut-Nil. Ses publications linguistiques couvrent un large éventail de langues africaines, dont les langues Gbe, Nuer, Kpelle, Shilluk, Haoussa et Guang.

## Œuvres
- Afrikaner erzählen ihr Leben. Elf Selbstdarstellungen afrikanischer Eingeborener aller Bildungsgrade und Berufe und aus allen Teilen Afrikas. Essener Verlagsanstalt, 1938, puis Evang. Verlagsgesellschaft, Berlin (RDA) 1965 - Traduction française de I. Homburger : Autobiographies africaines, Paris, Payot, 1943.
- avec Hermann Baumann & Richard Thurnwald: Völkerkunde von Afrika. Mit besonderer Berücksichtigung der kolonialen Aufgabe. Essener Verlagsanstalt 1940
- Der Afrikaner heute und morgen, 1937
- avec Ida C. Ward: Practical Phonetics for Students of African Languages, International African Institute, Oxford University Press, London, 1933.